# Transmigrasi

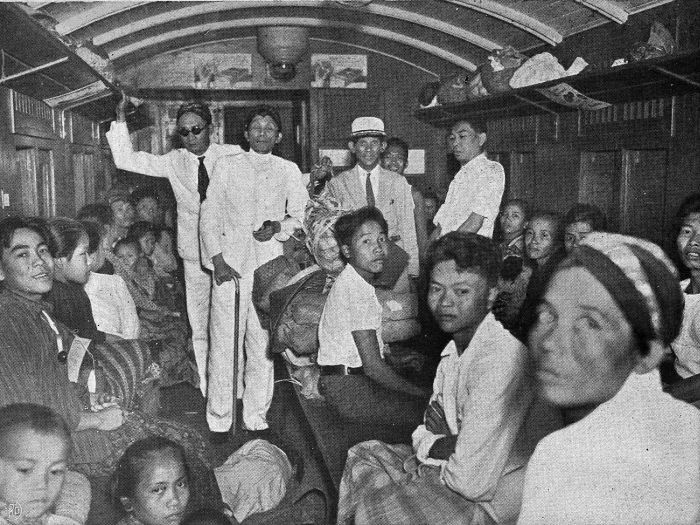
Transmigrasi

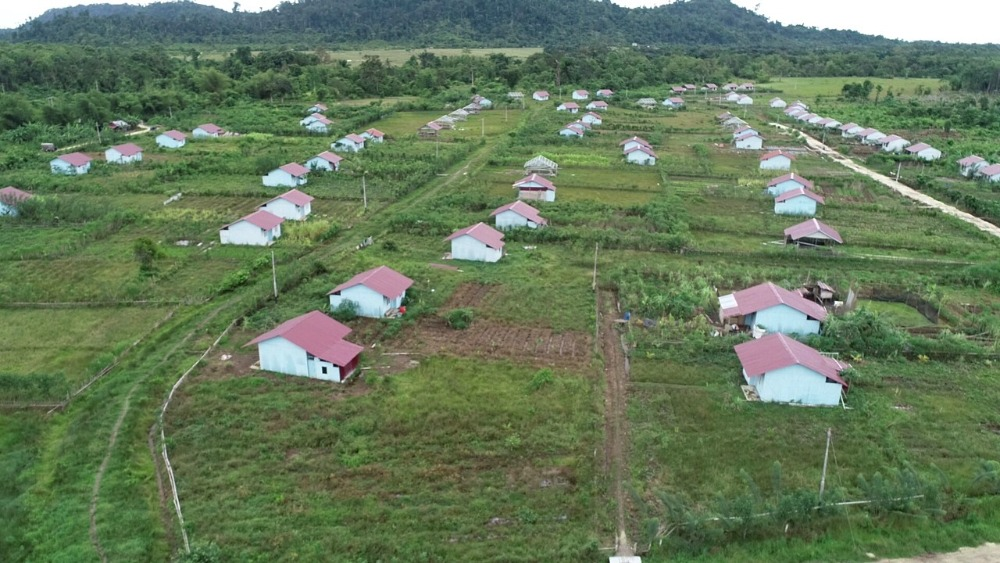
Siedlung

Transmigrasi ist ein 1969 gestartetes Um- und Neuansiedelungsprojekt der Regierung Suharto in Indonesien. 1,7 Millionen Familien oder 6,85 Millionen Personen änderten dadurch bisher ihren Wohnsitz.
Über die Hälfte der Bevölkerung Indonesiens lebt auf der durch den Vulkanismus extrem fruchtbaren Insel Java. Eine entsprechend hohe Bevölkerungsdichte sowie Ressourcenknappheit sind die Folgen. Während Java wirtschaftlich fortschrittlich ist, sind viele der Außeninseln unterentwickelt.
Durch gezielte Umsiedelungen von Familien im Zuge des sogenannten Transmigrasi-Projekts auf Außeninseln sollte der Bevölkerungsdruck auf den Hauptinseln wie Java gesenkt und gleichzeitig die Wirtschaft der Außeninseln gefördert werden. In das Transmigrasi-Projekt wurden nur Familien aufgenommen, die bestimmte Bedingungen wie Erfahrungen in der Landwirtschaft und die Fähigkeit, zu lesen und zu schreiben, erfüllten. Die Transmigrasi-Familien wurden in der Zeit nach der Umsiedlung durch anfängliche Bereitstellung einer Wohnunterkunft und landwirtschaftlicher Nutzfläche sowie von Saatgut und Grundnahrungsmitteln unterstützt.
Das Projekt wurde sowohl durch die Weltbank mit 600 Millionen US-Dollar als auch durch deutsche Gesellschaften finanziell gefördert.

## Problematik
Es traten auf verschiedenen Inseln bewaffnete Konflikte zwischen den muslimischen Javanern und den ursprünglich dort beheimateten, teilweise christlichen Ethnien auf, so in Osttimor, auf den Molukken und Westneuguinea. Insbesondere auf der Insel Borneo gab es Unruhen, die zur Flucht der Zuwanderer vor den Ureinwohnern führten. Bei Massakern kamen Schätzungen zufolge mindestens 200 Menschen ums Leben; in anderen Berichten wird von über 2.000 Toten berichtet. Die örtliche Polizei war kaum dazu in der Lage, die Zuwanderer zu schützen.
Dadurch, dass das Land unter den Nachkommen der Zuwanderer aufgeteilt wurde, reichte die den Umsiedlern zugedachte Fläche schon bald nicht mehr aus. Verstärkt durch weitere Zuwanderer, die außerhalb des Projektes nach landwirtschaftlich nutzbarer Fläche suchten, wurden große Areale des indonesischen Regenwaldes durch Brandrodungen und Kahlschlag zerstört.
Die Zuwanderer waren zudem nicht auf die landwirtschaftlichen Voraussetzungen vorbereitet. Im Gegensatz zu den fruchtbaren vulkanischen Böden auf der Insel Java lagen bei den neugewonnenen Flächen weniger nährstoffreiche tropische Böden vor. Durch unangepasste landwirtschaftliche Verfahren kam es zu geringeren Erträgen und damit einer Verarmung der Transmigrasi-Umsiedler. Viele Menschen kehrten hochverschuldet oder durch die Konflikte vertrieben in ihre Heimat zurück.